# 기쁨의 눈물을 흘리는 얼굴 이모지

기쁨의 눈물을 흘리는 얼굴 이모지

기쁨의 눈물을 흘리는 얼굴 이모지(😂)는 말 그대로 기쁘면서 눈물을 흘리는 듯한 얼굴을 바탕으로 한 이모지다. 소셜 미디어에서 농담하거나 놀리기 위해 사용된다. 옥스포드 사전은 2015년 올해의 단어로 선정했으며, 가장 인기 있는 이모지로 여겨지고 있다.